# Колонизация

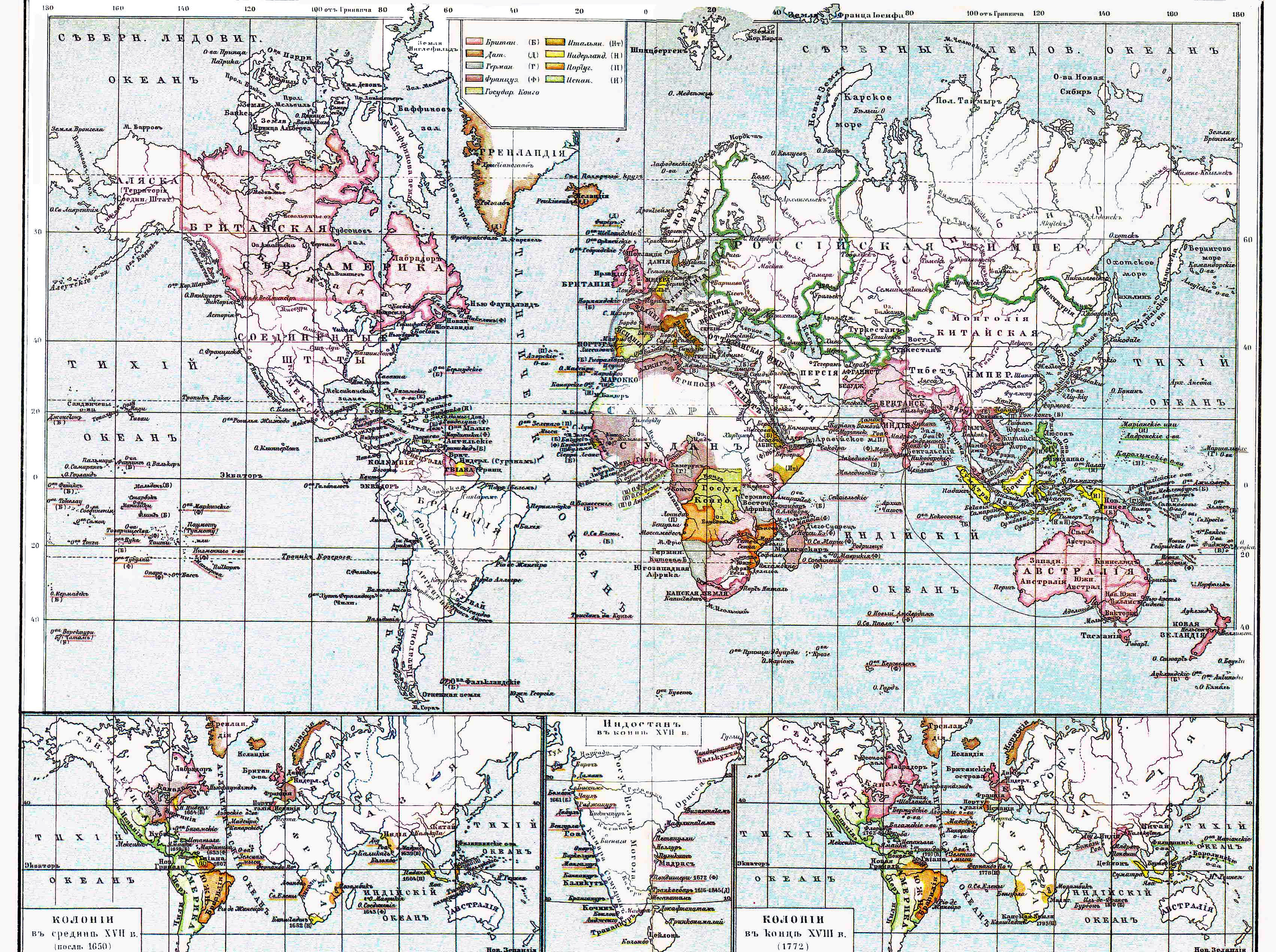
Колониальные владения европейских государств, иллюстрация из энциклопедического словаря Брокгауза и Ефрона, 1890—1907 годы

Колониза́ция (от лат. colo — обитать, жить, населять) — выделение поселений или основание новых поселений на чужой территории либо заселение и освоение своих окраинных земель (внутренняя колонизация).
Стимулами колонизации (колонизационного движения) в мире являлись: перенаселение, религиозные и политические гонения и прочее, например, гонения на христиан при Деции, великое гонение, религиозные войны во Франции.

## История
Колонизация тесно связана с понятием миграции, однако не предполагает автоматически утраты колонизаторской общностью контроля над своей прежней территорией. В древности колонизация и основание колоний были широко распространённой практикой среди народов-колонизаторов, таких как финикияне, греки или римляне. Начиная с эпохи Великих географических открытий, европейская колонизация охватила различные страны и континенты. Со временем владение колониями стало настолько политически и экономически существенным для ведущих государств, что в историографии принято говорить об эпохе колониализма.
Также употребляется термин внутренняя колонизация. Малонаселённые государства часто вызывали для этой цели иностранцев-колонистов, которым даровались при этом разного рода льготы.
Главнейшими стимулами колонизационного движения являются: отсутствие свободной земли в государстве или стране, перенаселение, обусловленное недостаточной интенсивностью производства или же скоплением земельной собственности в руках немногих лиц, политические или религиозные гонения, желание найти более выгодное помещение капиталам и тому подобное.
Одним кардинальных вопросов колонизационной политики является вопрос о рациональном распределении земельной собственности в колонизируемой стране (крае), так как от той или иной конструкции поземельных отношений в значительной степени зависит вся дальнейшая хозяйственная и политическая судьба страны и его народа (народов). Первоначально все государства, основывавшие колонии, придерживались системы раздачи земель первым завоевателям (конкистадоры) и правительственным чиновникам, создавая, таким образом, поземельную аристократию; такого образа действия придерживались испанцы и португальцы, заводя колонии в Америке; французы, при колонизации Канады, образовали в полном смысле светскую и духовную феодальную систему; так же точно поступали в первые времена своей колонизационной деятельности и англичане. Вредные стороны такой системы заключались в том, что при этом культура новых земель должна совершенно напрасно оставаться в продолжение очень долгого времени крайне экстенсивной, проявлялись все те неудобства и неустройства, с которыми вообще связано сосредоточение в немногих частных руках обширных пространств земли.
Альтернативой являлась либо система продажи земель, либо система раздачи их в виде вознаграждения за какие-либо культурно-полезные предприятия, вроде, например, проведения железных дорог, прорытия каналов и тому подобное. Наиболее ярким проявлениям этой политики стало издание в США и Канаде законов, известных под названием home-stead law (см. Гомстед).